# Like a little Love
「Like a little Love」（ライク ア リトル ラブ）は、竹井詩織里の8枚目のシングル。

## 概要
2年半前のストックでの楽曲。前作「きっともう恋にはならない」のボサノヴァ調な曲から一転して、オーケストラヒットの使用による、秋（10月）の夜長をテーマにしたミディアムバラードに仕上がっている。
ニッポン放送『ミューコミ』セレクトカウントダウンでは4位（11月2日付）を記録した。

## 収録曲
1. Like a little Love
  - 作詞：AZUKI七／作曲：徳永暁人／編曲：小林哲
2. あたたかな冬の日
  - 作詞：竹井詩織里／作曲：今井万紀／編曲：小林哲
3. 流星
  - 作詞・作曲：竹井詩織里／編曲：麻井寛史
4. Like a little Love（less vocal）

## 参加ミュージシャン
- 竹井詩織里 - ボーカル、キーボード、コーラス
  - 小林哲 - プログラミング
  - 麻井寛史（the★tambourines） - ベース
  - 大楠雄蔵（OOM） - ピアノ
  - 車谷啓介（三枝夕夏 IN db） - ドラム

## タイアップ
- MUSIC JAPAN TV系｢BREAK TV｣エンディングテーマ
- チバテレビ系『MU-GEN』エンディングテーマ

## 収録アルバム
- Diary
- 竹井詩織里 ベスト